# Austracris guttulosa

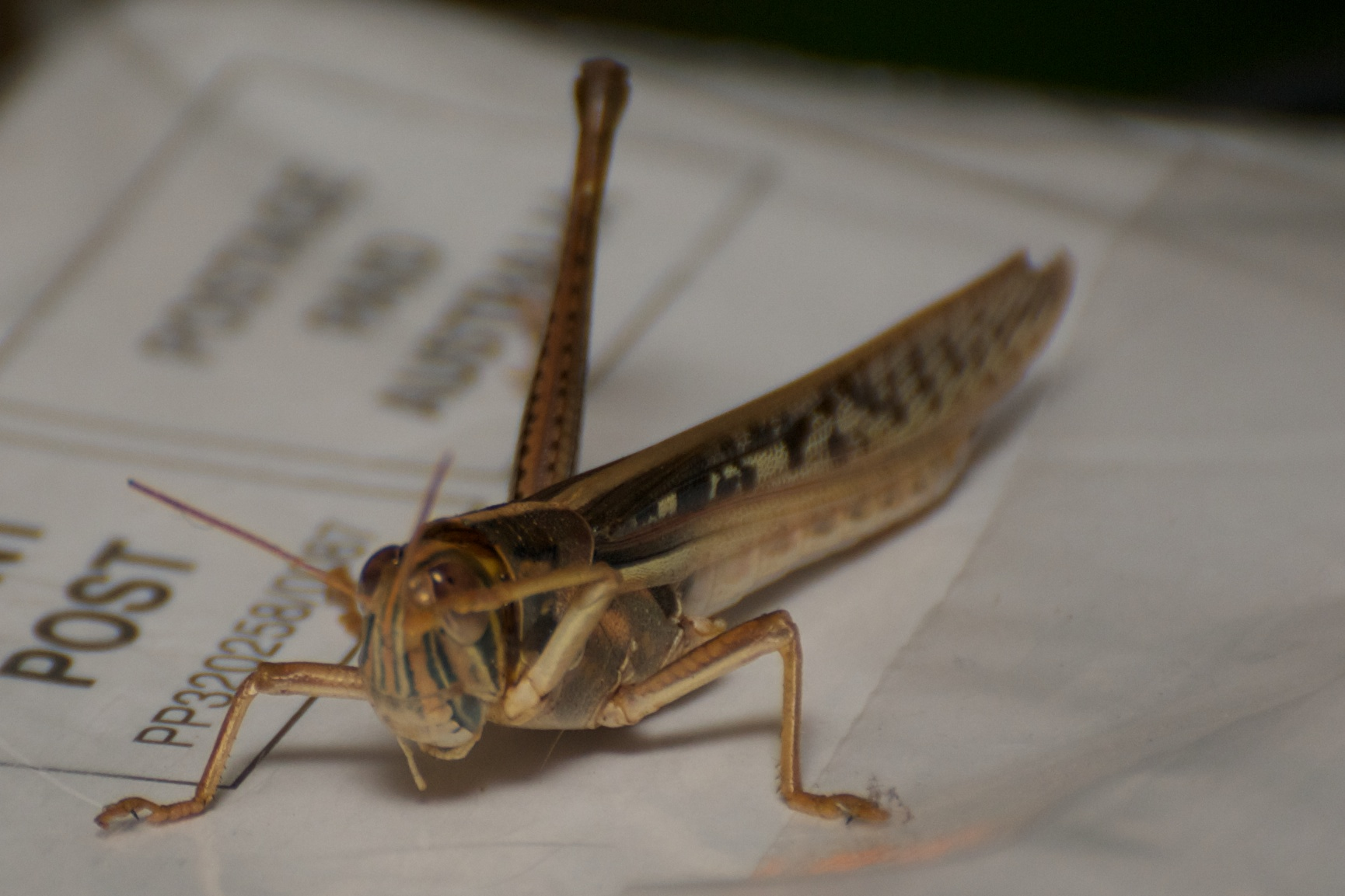
A. guttulosa

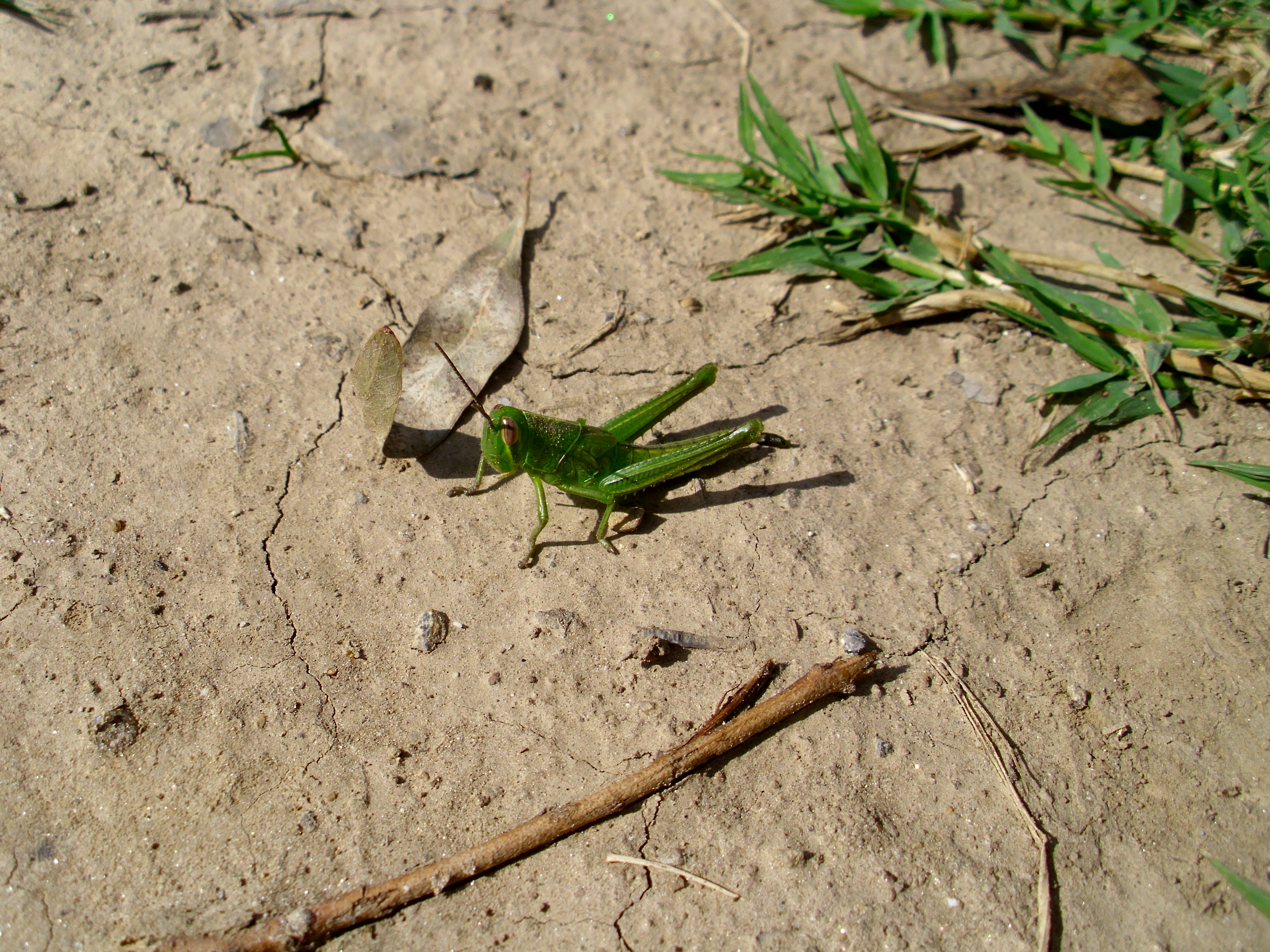
Młoda larwa A. guttulosa

Austracris guttulosa – gatunek prostoskrzydłego z rodziny szarańczowatych i podrodziny Cyrtacanthacridinae.

## Taksonomia
Gatunek ten opisany został w 1870 roku przez Francisa Walkera jako Cyrtacanthacris guttulosa.

## Opis
Samice osiągają długość od 45 do 65 mm lub od 70 do 80 mm, a samce od 35 do 45 mm lub od 55 do 65 mm. W widoku bocznym głowa, tułów i skrzydła tworzą linię prostą. Ubarwienie ciała zwykle głównie szare lub jasnobrązowe. Z części gardłowej wyrasta całkiem wyraźna, około 2-3 mm długa, zakrzywiona ku tyłowi ostroga lub "kołek", położony pomiędzy przednimi odnóżami. Na tułowiu obecne są białe pasy i ciemne znaczenia. Od góry widoczny jest jasny pas środkowy, biegnący przez głowę i tułów. Od oczu w dół rozciąga się długi, wąski trójkąt. Przednie skrzydła są drobno cętkowane. Tylne skrzydła przejrzyste, bezbarwne lub z niebieskawym zabarwieniem. Golenie odnóży tylnych ubarwione są słomkowo lub różowo do fiołkowego i opatrzone dwoma rzędami białych kolców o ciemnych wierzchołkach.
Młode larwy ubarwione są jasnozielono, a starsze zyskują jasne lub ciemne pasy i zwykle zmieniają ubarwienie od zielonego po słomkowe. Starsze stadia mają ubarwienie szare. U młodszych stadiów ciemne plamki wyraźniejsze niż u starszych. W widoku bocznym głowa wysoka, u młodszych stadiów linia wzdłuż grzbietu ciała wklęśnięta, u starszych staje się prostsza.

## Biologia
Szarańczak ten wydaje jedną generację rocznie, a owady dorosłe żyją od 10 do 12 miesięcy, począwszy od jesieni jednego roku po lato kolejnego. Zimę spędzają w stanie diapauzy niezdolne jeszcze do rozrodu imagines. Jaja dojrzewają zwykle w październiku lub listopadzie, wraz z pierwszymi opadami pory deszczowej, choć w latach suchych składanie ich może opóźnić się do lutego, a nawet marca.
Jaja składane są za pomocą pokładełka do ziemi w grupkach po średnio 130 sztuk. W wilgotnej glebie ich rozwój trwa 20-30 dni, a w suchej wchodzą w stan spoczynku, który jednak nie może trwać dłużej niż miesiąc i przy braku opadów jaja mogą obumrzeć.
Stadium larwy trwa około 10 tygodni (zwykle grudzień-marzec) i złożone jest z 6 to 8 wylinek. Larwy nie gromadzą się w stada, ale mogą występować w dużym zagęszczeniu wśród ulubionych gatunków traw. Młodsze preferują trawy niskie, starsze zaś roślinność wyższą.
Dorosłe pojawiają się w zwykle marcu-kwietniu, ale mogą już w styczniu, i, tworząc często roje, udają się na zimowiska, gdzie wchodzą w stan diapauzy. Gdy owadów jest dużo, drzewa na których zimują mogą utracić liście, a nawet gałęzie pod ich ciężarem. Od początku pory deszczowej osobniki dorosłe odbywają przy pomocy wiatru długodystansowe, nocne migracje, których łączna długość może wynosić 700 do 1000 km.

## Rozprzestrzenienie
Główne tereny rozrodcze A. guttulosa w Australii rozciągają się od rejonu Zatoki Karpentaria na Terytorium Północnym po Central Highlands w Queensland, jednak gatunek ten rozmnaża się również w południowym Queensland, północnej Australii Zachodniej i północno-zachodniej Nowej Południowej Walii. Migrujące dorosłe mogą zalatywać do południowej Nowej Południowej Walii, północnej Australii Południowej, a nawet Wiktorii. Według Orthoptera Species File gatunek ponadto znany z Celebesu, Wysp Sangihe, Tasmanii, Vanuatu, Tonga i Markizów.

## Systematyka
Wyróżnia się 4 podgatunki tego szarańczaka:
- Austracris guttulosa gracilis Uvarov, 1924
- Austracris guttulosa guttulosa (Walker, 1870)
- Austracris guttulosa nana Uvarov, 1924
- Austracris guttulosa talaurensis Sjöstedt, 1932